# Île du Petit Connétable
L'île du Petit Connétable est située à 15 km au large de l'embouchure de l'Approuague, en Guyane française. Avec l'île du Grand Connétable, elle forme la réserve naturelle nationale de l'Île du Grand Connétable.

## Géographie
Située à 3 km de l'île du Grand Connétable, elle est constituée de roches latéritiques, exemptes de végétation, qui affleurent à la surface des eaux.

## Zoologie
Elle abrite une espèce endémique, le zoanthaire commun.